# Hirakata
Hirakata (japanska: 枚方市?, Hirakata-shi) är en stad i nordöstra Osaka prefektur i Japan. Staden fick stadsrättigheter 1947 
och har sedan 2014
status som kärnstad (japanska: 中核市?, Chūkakushi) enligt lagen om lokalt självstyre.
Staden är känd för Hirakata-parken (japanska: ひらかたパーク?, Hirakata Pāku), Japans äldsta nöjespark (invigd 1910) med en berg- och dalbana byggd i trä. 
Hirakata har ett antal universitet. Kansai Gaidai-universitetet har sedan mer än 20 år ett utbytes- och samarbetsavtal med Linnéuniversitetet.